# Transit of Venus
| Recensione | Giudizio |
| ---------- | -------- |
| AllMusic   |          |

Transit of Venus è un album studio del gruppo musicale canadese Three Days Grace, pubblicato il 2 ottobre 2012. L'album è stato registrato a Toronto e il primo singolo, Chalk Outline, è stato pubblicato il 14 agosto 2012.
È l'ultimo album del gruppo registrato con il cantante Adam Gontier, che ha lasciato il gruppo durante il tour successivo alla pubblicazione dell'album.

## Tracce
1. Sign of the Times – 3:11 (Three Days Grace, Jaren Johnson, Barry Stock)
2. Chalk Outline – 3:01 (Three Days Grace, Barry Stock, Craig Wiseman)
3. The High Road – 3:13 (Don Gilmore, Three Days Grace, Barry Stock, Chris Tompkins)
4. Operate – 3:22 (Three Days Grace, Barry Stock, Matt Walst)
5. Anonymous – 3:13 (Don Gilmore, Three Days Grace, Barry Stock)
6. Misery Loves My Company – 2:42 (Three Days Grace, Barry Stock, Craig Wiseman)
7. Give in to Me – 3:18 (Bill Bottrell, Michael Jackson)
8. Happiness – 2:53 (Three Days Grace, Barry Stock)
9. Give Me a Reason – 4:03 (Don Gilmore, Three Days Grace, Barry Stock)
10. Time That Remains – 3:12 (Three Days Grace, Barry Stock, Chris Wallin)
11. Expectations – 2:42 (Three Days Grace, Barry Stock, Chris Wallin)
12. Broken Glass – 3:21 (Don Gilmore, Three Days Grace, Barry Stock)
13. Unbreakable Heart – 3:26 (Don Gilmore, Three Days Grace, Rob Hawkins, Barry Stock, Chris Tompkins)

## Formazione
- Adam Gontier - voce, chitarra ritmica, acustica
- Barry Stock - chitarra solista, acustica
- Brad Walst - basso, cori
- Neil Sanderson - batteria, tastiera, cori

Altri musicisti
- Dani Rosenoer – piano, sintetizzatore, cori[senza fonte]